# Parque del Prado

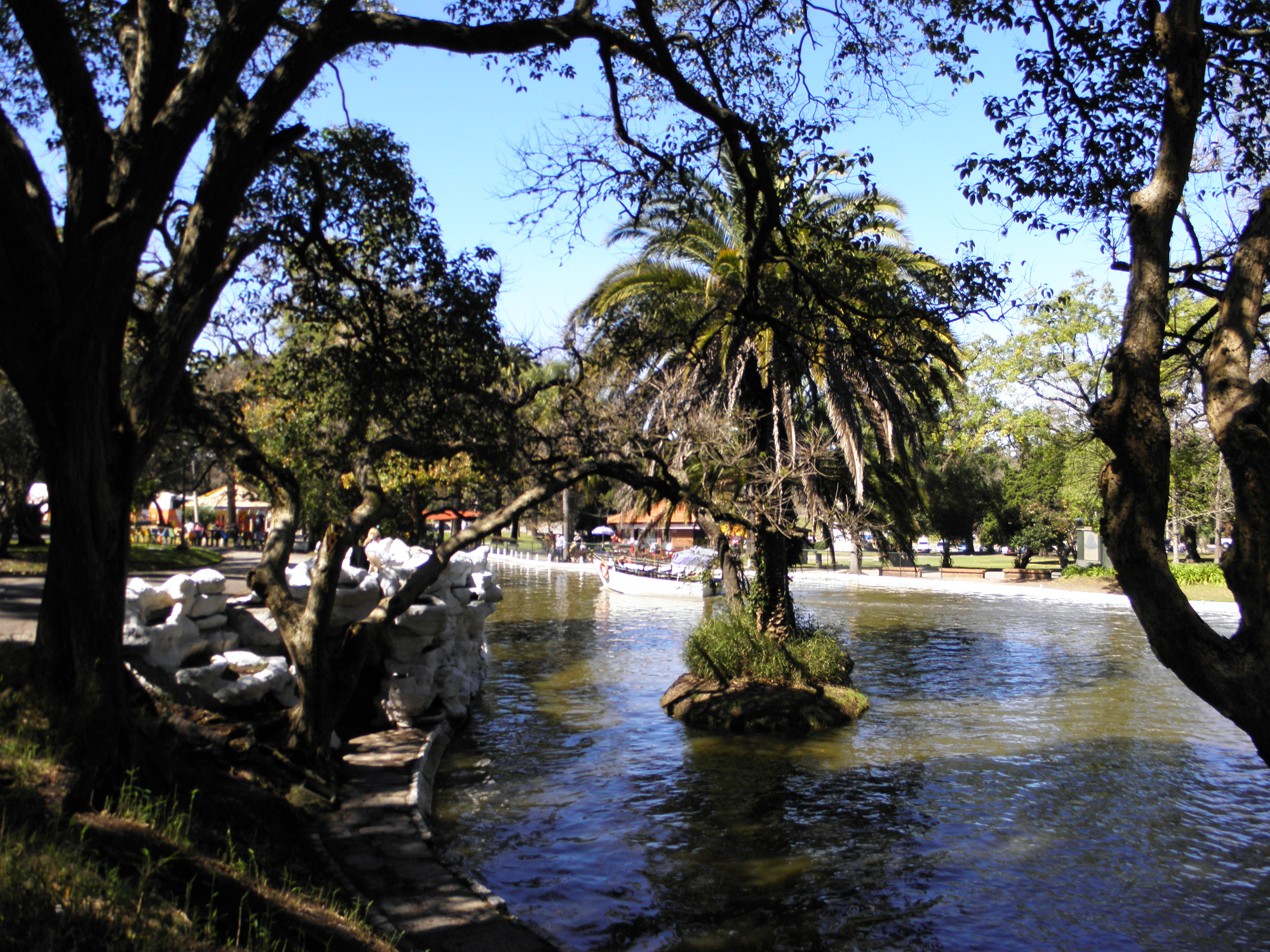
Lago del Prado

El Parque del Prado es un espacio verde en Montevideo, Uruguay, que consta de 102 hectáreas y por el cual pasa el Arroyo Miguelete.

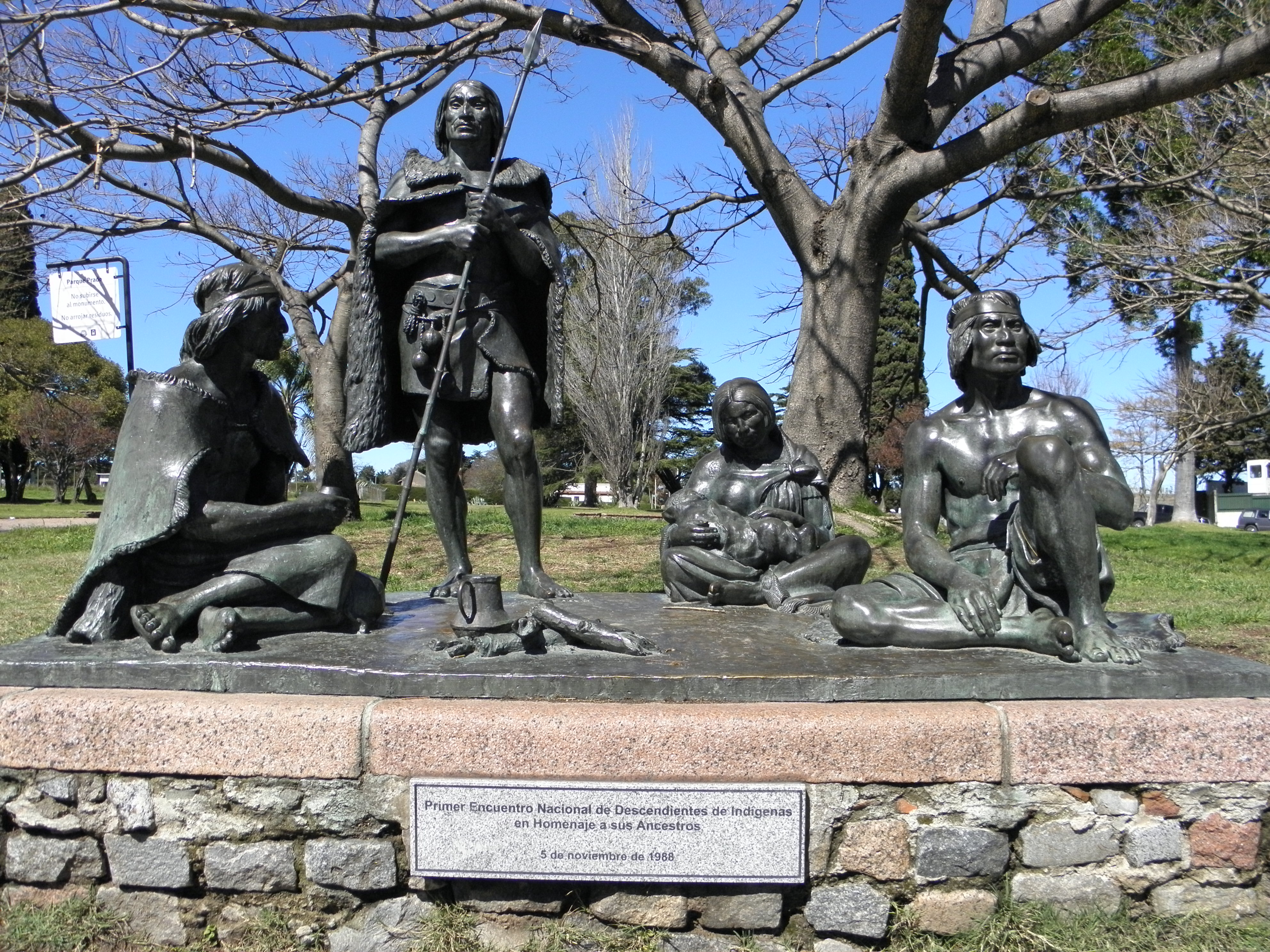
Los últimos charrúas

## Ubicación
Se encuentra ubicado en el barrio del Prado, en la ciudad de Montevideo. Está delimitado por las calles Camino Castro, Avenida Agraciada, Lucas Obes, Camino Carlos María de Pena, Avenida Buschental, Atilio Pelossi y 19 de Abril.

## Características
Luego  de ser rematada la Quinta del Buen Retiro perteneciente a José Buschental en el año 1872, se lo instituyó como el primer parque abierto de la ciudad.
Dentro del territorio del Parque, se destaca el Rosedal del Prado o Rosaleda, el Chalet de Buschental, el Hotel del Prado, la Isla de los Cipreses, los pabellones de la Asociación Rural del Uruguay, así como múltiples monumentos entre los que se pueden destacar La diligencia de José Belloni y Los últimos charrúas de Edmundo Prati, Gervasio Furest Muñoz y Enrique Lussich.

Dentro del parque se encuentra el Museo y Jardín Botánico Profesor Atilio Lombardo, el vivero municipal y la escuela de jardinería, pero también son de especial importancia las especies vegetales que posee el parque en toda su extensión, algunas de ellas declaradas monumentos vegetales, así como especímenes únicos presentes en el mismo. Dentro de ellos destacan Jubaea chilensis "coco chileno", Damara, araucarias de gran porte, butiagrus "nabonandi" híbrido entre butiá y pindó. 

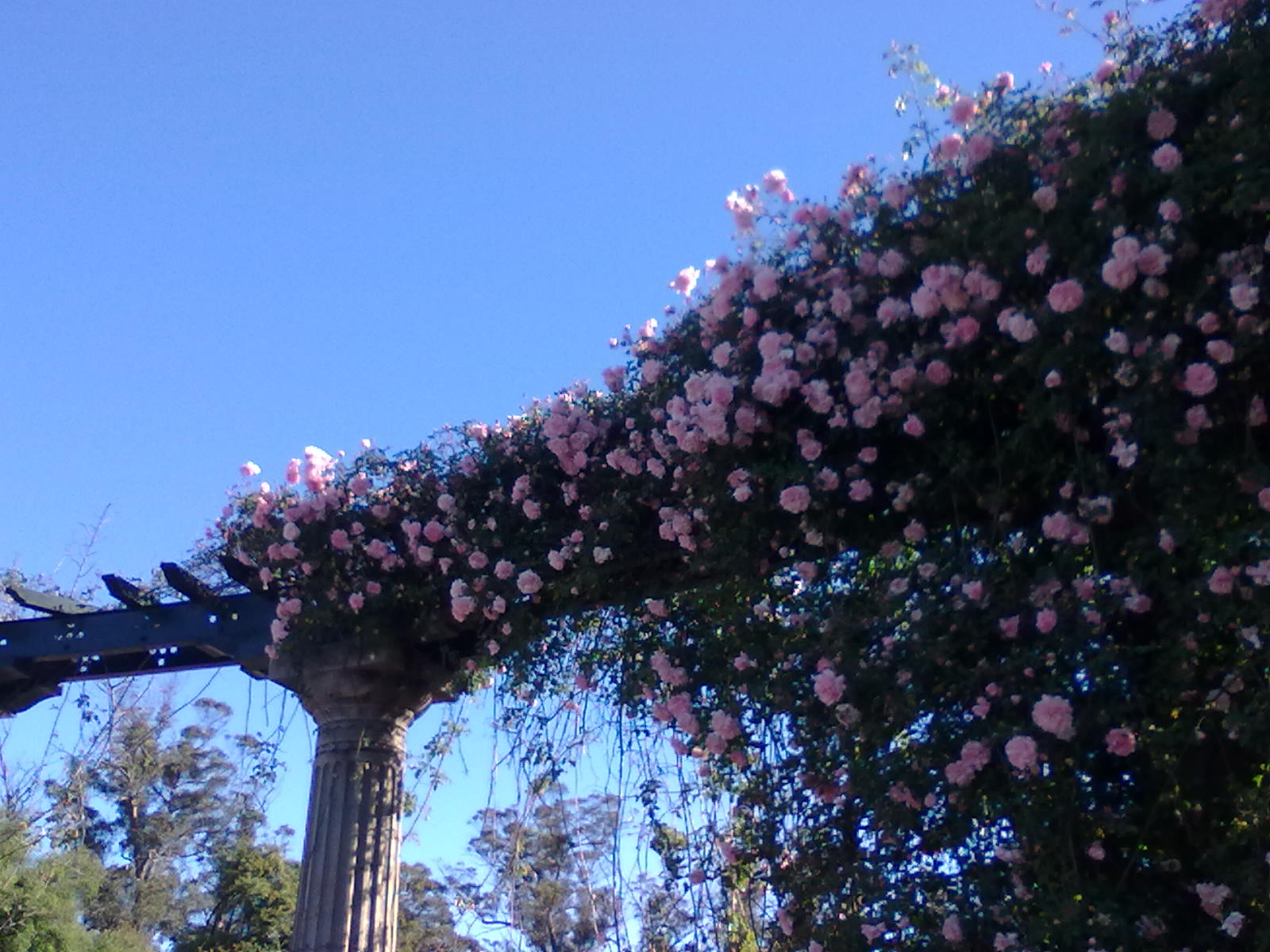
Rosedal del Prado

Es una zona con conexión con el resto de la ciudad por la gran cantidad de líneas de ómnibus que lo atraviesan, entre ellas 181, 183, 149, 185, 306, 522, 538.